# Naunspitze
Il Naunspitze è una montagna alta 1 633 m sul livello del mare nei Monti del Kaiser in Austria. 

## Geografia
La Naunspitze appartiene alla regione dello Zahmer Kaiser nel nord dei Monti del Kaiser. Vista da ovest, è la prima cima indipendente della cresta principale. A sud, scende ripidamente, a nord, si interrompe con una ripida parete rocciosa che domina la valle dell'Inn vicino a Ebbs. A est della Naunspitze, nella cresta, segue il Petersköpfl (1 745 m sul livello del mare), da cui la Naunspitze è separata da una piccola tacca.

## Alpinismo
La Naunspitze è facilmente raggiungibile tramite la via normale segnalata dal rifugio Vorderkaiserfeldenhütte, a sud-ovest, in 45 minuti, o dal Petersköpfl in 20 minuti. Il versante sud-occidentale offre un'arrampicata facile (grado I, tratti II) fino alla vetta. Diverse vie alpinistiche si snodano attraverso le pareti nord e ovest, classificate dal grado III in su secondo l'UIAA.